# Муавия, Хасан и Хусейн
«Муа́вия, Хаса́н и Хусе́йн» или «Хасан и Хусейн» (араб. معاوية والحسن والحسين‎) — сирийский религиозно-исторический драматический телесериал 2011 года, основанный на жизни Хасана ибн Али и Хусейна ибн Али.

## Сюжет
Телесериал вращается вокруг двух внуков исламского пророка Мухаммеда, Хасана и Хусейна, и их отношения со своими сподвижниками, раздоры, которые произошли между ними и их сподвижниками после убийства Усмана ибн Аффана. В нём показаны предполагаемые еврейские заговоры через личность Абдуллаха ибн Сабы и его роль в разжигании мятежа среди мусульман.
Произведение, события которого происходят в эпических рамках, посвящено великой борьбе, вызвавшей раскол в исламской умме. Это период от начала раздоров после мученической смерти халифа Усмана ибн Аффана, до принятия правления имама Али, затем мученической смерти Али и принятия правления Хасана, затем его отречения и принятия правления Муавии, принятия правления Язида и до мученической смерти Хусейна в Кербеле. Сериал также посвящен событиям Верблюжьей и Сиффинской битвы.

## Критика
Телесериал вызвал огромный резонанс, поскольку многие богословы, особенно шииты, возражали против его выпуска, иракское правительство бойкотировало его и запретило показ на иракских каналах.